# Distrito electoral federal 4 de la Ciudad de México
El IV Distrito Electoral Federal de Ciudad de México es uno de los 300 distritos electorales en los que se encuentra dividido el territorio de México y uno de los 24 en los que se divide Ciudad de México. Su cabecera es Iztapalapa de Cuitláhuac.
Desde la redistritación de 2005 está formado por un sector del centro sur de la alcaldía Iztapalapa, limitada por la Calzada Ermita-Izatapalapa al norte y la Avenida Canal de Garay al este, incluye sectores como Pueblo Culhuacán y el área del Cerro de la Estrella.

## Distritaciones anteriores
El IV Distrito de Ciudad de México (entonces Distrito Federal) surgió para la conformación del Congreso Constituyente de 1856, con Joaquín Cardoso  como representante al Constituyente. Juan José Baz fue el primer representante al Congreso de la Unión por la I Legislatura.

### Distritación 1978 - 1996
Para la distritación de mayo de 1978, el IV Distrito se ubicó entre las delegaciones Cuauhtémoc y Venustiano Carranza, delimitado por las avenidas Ferrocarril Hidalgo y Río Consulado.

### Distritación 1996 - 2005
De 1996 a 2005 el IV Distrito Electoral del D.F. estaba ubicado en la Delegación Gustavo A. Madero, formado el sector central de esta.

## Diputados por el distrito
| Diputado                     | Diputado                       | Grupo parlamentario          | Legislatura   | Periodo     |
| ---------------------------- | ------------------------------ | ---------------------------- | ------------- | ----------- |
|                              | Joaquín Cardoso                |                              | Constituyente | 1856 - 1857 |
|                              | Juan José Baz                  |                              | I             | 1857 - 1861 |
| Sin representación distrital | Sin representación distrital   | Sin representación distrital | II            | 1861 - 1863 |
|                              | Gabino Barreda                 |                              | III           | 1863 - 1865 |
|                              | Manuel Romero Rubio            |                              | IV            | 1867 - 1868 |
|                              | Joaquín Othón Pérez            |                              | V             | 1869 - 1871 |
| Vacante                      | Vacante                        | Vacante                      | VI VII VIII   | 1871 - 1878 |
|                              | Felipe Buenrostro              |                              | IX            | 1878 - 1880 |
|                              | Manuel Dublán                  |                              | X             | 1880 - 1882 |
|                              | Francisco Rincón               |                              | XI            | 1882 - 1884 |
|                              | Gregorio Ruiz                  |                              | XII           | 1884 - 1886 |
|                              | Luis G. Labastida              |                              | XIII XIV XV   | 1886 - 1892 |
|                              | Roberto Nuñez                  |                              | XVI XVII      | 1892 - 1896 |
|                              | Alonso Rodríguez Miramón       |                              | XVIII         | 1896 - 1898 |
|                              | Luis G. Labastida              |                              | XIX XX        | 1898 - 1902 |
|                              | Emilio Pardo                   |                              | XXI           | 1902 - 1904 |
|                              | Pablo Martínez del Río         |                              | XXII          | 1904 - 1906 |
| Vacante                      | Vacante                        | Vacante                      | XXIII         | 1906 - 1908 |
|                              | Guillermo Fitzmaurice          |                              | XXIV          | 1908 - 1910 |
|                              | Francisco Fitzmaurice          |                              | XXV           | 1910 - 1912 |
|                              | Eduardo Hay                    |                              | XXVI          | 1912 - 1914 |
|                              | Amador Lozano                  |                              | Constituyente | 1916 - 1917 |
|                              | Jesús Urueta                   |                              | XXVII         | 1917 - 1918 |
|                              | Paulino Fontes                 | PLN                          | XXVIII        | 1918 - 1920 |
|                              | Vito Alessio Robles            |                              | XXIX          | 1920 - 1922 |
|                              | Rafael Pérez Taylor            |                              | XXX           | 1922 - 1924 |
|                              | Gustavo Durón González         |                              | XXXI          | 1924 - 1926 |
|                              | Arturo Campillo Seyde          |                              | XXXII         | 1926 - 1928 |
|                              | Rafael Cruz                    | PQ                           | XXXIII        | 1928 - 1930 |
|                              | José Morales Heesse            |                              | XXXIV         | 1930 - 1932 |
|                              | Ismael Salas                   |                              | XXXV          | 1932 - 1934 |
|                              | Antonio I. Villalobos          |                              | XXXVI         | 1934 - 1937 |
|                              | José Escudero Andrade          |                              | XXXVII        | 1937 - 1940 |
|                              | Alfonso Peña Palafox           |                              | XXXVIII       | 1940 - 1943 |
|                              | Ruffo Figueroa Figueroa        |                              | XXXIX         | 1943 - 1946 |
|                              | Alfonso Martínez Domínguez     |                              | XL            | 1946 - 1949 |
|                              | Francisco Fonseca García       |                              | XLI           | 1949 - 1952 |
|                              | Alberto Hernández Campos       |                              | XLII          | 1952 - 1955 |
|                              | Salvador Carrillo Echeveste    |                              | XLIII         | 1955 - 1958 |
|                              | Ramón Villarreal Vázquez       |                              | XLIV          | 1958 - 1961 |
|                              | Neftalí Mena Mena              |                              | XLV           | 1961 - 1964 |
|                              | Salvador Rodríguez Leija       |                              | XLVI          | 1964 - 1967 |
|                              | Octavio Hernández González     |                              | XLVII         | 1967 - 1970 |
|                              | Octavio Sentíes Gómez          |                              | XLVIII        | 1970 - 1971 |
|                              | Carlos Hernández Márquez       | 1971 - 1973                  | XLVIII        |             |
|                              | Efraín Garza Flores            |                              | XLIX          | 1973 - 1976 |
|                              | Enrique Ramírez y Ramírez      |                              | L             | 1976 - 1979 |
|                              | Rodolfo Siller Rodríguez       |                              | LI            | 1979 - 1982 |
|                              | Domingo Alapizco Jiménez       |                              | LII           | 1982 - 1985 |
|                              | Rafael López Zepeda            |                              | LIII          | 1985 - 1988 |
|                              | Jesús Anlen López              |                              | LIV           | 1988 - 1991 |
|                              | Domingo Alapizco Jiménez       |                              | LV            | 1991 - 1994 |
|                              | Juan José Osorio Palacios      |                              | LVI           | 1994 - 1997 |
|                              | José de Jesús Martín del Campo |                              | LVII          | 1997 - 2000 |
|                              | José María Rivera Cabello      |                              | LVIII         | 2000 - 2003 |
|                              | Rocío Sánchez Pérez            |                              | LIX           | 2003 - 2006 |
|                              | Lourdes Alonso Flores          |                              | LX            | 2006 - 2009 |
|                              | Jaime Cárdenas Gracia          |                              | LXI           | 2009 - 2012 |
|                              | Carlos Augusto Morales López   |                              | LXII          | 2012 - 2015 |
|                              | Ernestina Godoy Ramos          |                              | LXIII         | 2015 - 2018 |
|                              | Gerardo Fernández Noroña       |                              | LXIV LXV      | 2018 - 2024 |
|                              | Dolores Padierna Luna          |                              | LXVI          | 2024 -      |

## Resultados electorales

### 2021
|  | 55.73 % |

|  | 31.72 % |

|  | 3.57 % |

|  | 2.70 % |

|  | 2.12 % |

|  | 0.92 % |

|  | 3.12 % |

|  | 0.12 % |

|  | 100 % |

|  | 44.20 % |

### 2018
|  | 25.53 % |

|  | 6.32 % |

|  | 4.38 % |

|  | 1.50 % |

|  | 58.35 % |

|  | 0.08 % |

|  | 3.80 % |

|  | 100.00 % |

### 2009
|  | 14.83 % |

|  | 13.58 % |

|  | 21.55 % |

|  | 9.91 % |

|  | 24.83 % |

|  | 3.35 % |

|  | 1.76 % |

|  | 0.30 % |

|  | 9.90 % |

|  | 100.00 % |